# Saint-Hymetière
Saint-Hymetière korábbi község (település) Franciaországban, Jura megyében. 2019. január 1-jén Chemilla, Cézia és Lavans-sur-Valouse községgel egyesült és Saint-Hymetière-sur-Valouse új község része lett.
Lakosainak száma 107 fő (2015). Saint-Hymetière Chisséria, Genod, Cézia, Chemilla, Valfin-sur-Valouse, Vosbles és Arinthod községekkel határos.

## Népesség
A település népessége az elmúlt években az alábbi módon változott:
| Lakosok száma | 55   | 48   | 46   | 62   | 68   | 73   | 85   | 104  | 107  | 109  |
|               | 1968 | 1975 | 1982 | 1990 | 1999 | 2006 | 2011 | 2013 | 2015 | 2016 |